# Participações dos clubes na USL League Two
A baixo a lista dos times que disputam, disputaram ou disputarão a Premier Development League.

## Participações[1]
Participação dos clubes na Premier Development League (PDL) (1995-1996)
- Abbotsford 86ers Select (2000); Abbotsford 86ers (1999); Abbotsford Athletes in Action (1998)
- AC Connecticut (2015–presente); Connecticut FC Azul (2012–14)
- AHFC Royals (2018–presente)
- Ajax Orlando Prospects (2004–06)
- Alabama Saints (1997–98; 2000)
- Albany Rush (2020–presente); Albany BWP Highlanders (2010); Albany Admirals (2005–07); Albany Blackwatch Highlanders (2003–04)
- Arizona Phoenix (1996); Arizona Cotton (1995)
- Arkansas A's (1995)
- Atlanta Silverbacks U23's (2006–08)
- Atlanta Blackhawks (2009–presente)
- Augusta Fireball United (2005–06)
- Austin Aztex U23 (2008–2009)
- Austin Lightning (2003–07)
- Austin Lone Stars (1995–96)
- Bakersfield Brigade (2005–09)
- Baltimore Bohemians (2012–2016)
- Baton Rouge Capitals (2007–11)
- Bellingham Orcas (1996–97)
- Bermuda Hogges (2010–12)
- Birmingham Grasshoppers (1995–96)
- Birmingham Hammers (2018)
- Black Rock FC (2018–presente)
- Boston Rams (2013–15)
- Boston Victory (2012)
- Brazos Valley Cavalry F.C. (2017–presente)
- Brooklyn Knights (1999–2012)
- Broward County Wolfpack (2000)
- Burlingame Dragons FC (2015–2017)
- BYU Cougars (2003–2017)
- Calgary Foothills FC (2015–presente)
- Calgary Storm (2001)
- Calgary Storm Prospects (2004); Calgary Storm Select (2003)
- California Gold (2005–06)
- Cape Cod Crusaders (2001–08)
- Carolina Dynamo (2004–presente)
- Cary Clarets (2009); Cary RailHawks U23's (2007–08); Raleigh Elite (2002–06)
- Cascade Surge (1997–2009)
- Central Coast Roadrunners (1996–2002)
- Central Jersey Spartans (2010–13)
- Central Jersey Riptide (1999–2000)
- Charlotte Eagles (2015–presente)
- Chattanooga Express (1997)
- Chesapeake Dragons (2001–04)
- Chicago Eagles Select (2001–02)
- Chicago FC United (2017–presente)
- Chicago Fire Premier (2005–2016); Chicago Fire Reserves (2001–04)
- Chicago Inferno (2012–14)
- Chicago Sockers (1999–2000)
- Chico Rooks (2002)
- Cincinnati Riverhawks (1997)
- Cincinnati Kings (2008–12)
- Clarksville Gunners (1999)
- Cleveland Internationals (2004–10)
- Cocoa Expos (1995–2007)
- Colorado Pride Switchbacks U23 (2018–presente)
- Colorado Rapids U23's (2007–08); Boulder Rapids Reserve (2002–06); Boulder Nova (2000–01)
- Colorado Rapids U-23 (2017–2018)
- Colorado Springs Ascent (2001); Colorado Springs Stampede (1995–2000)
- Colorado Springs Blizzard (2004–06)
- Columbia Heat (1995)
- Columbus Shooting Stars (2003–04)
- Corpus Christi FC (2018–presente)
- Dayton Dutch Lions (2010; 2015–presente)
- Dayton Gemini (2001–02); Dayton Gems (2000)
- Delaware Dynasty (2006–07)
- D.C. United U-23 (2013–15)
- Denver Cougars (2001–02); Colorado Comets (1998–2000)
- Derby City Rovers (2015–2018); River City Rovers (2010–14)
- Des Moines Menace (1995–presente)
- Detroit Dynamite (1996–98)
- DFW Tornados (2004–10); Texas Spurs (2001–03)
- El Paso Patriots (2012–13); Chivas El Paso Patriots (2010–11); El Paso Patriots (2004–09)
- Evergreen FC (2016–presente)
- FC Boston (2016–presente)
- FC Boulder U23 (2017)
- FC Cleburne (2017–2018)
- FC Golden State Force (2016–presente)
- FC Jax Destroyers (2011–12)
- F.C. Madison (1996)
- FC Miami City (2017–presente); FC Miami City Champions (2015–16)
- FC Tucson (2012–2018) (Moved to USL League One)
- Flint City Bucks (2019–presente); Michigan Bucks (2004–2018); Mid-Michigan Bucks (1996–2003)
- Florida Strikers (1996)
- Floridians FC (2014–2016); Fort Lauderdale Schulz Academy (2010–13)
- Fontana Falcons (1996); Montclair Standard Falcons (1995)
- Forest City London (2009–15) (Foi para League1 Ontario)
- Fort Wayne Fever (2003–09)
- Fraser Valley Mariners (2012); Abbotsford Mariners (2008–11); Abbotsford Rangers (2003–07)
- Fredericksburg Gunners (2007–09)
- Fredericksburg Hotspur (2011–12)
- Fresno FC U-23 (2019 hiato) (2018); Fresno Fuego (2003–2017)
- GPS Portland Phoenix (2010–presente)
- Greenville Lions (2003)
- Hollywood United Hitmen (2009–10) (Foi para NPSL)
- Houston Dutch Lions (2013–15); Texas Dutch Lions (2012)
- Houston Leones (2008–2010)
- Houston Toros (2001–2002)
- Houston FC (2017–presente)
- IMG Academy Bradenton (2013–2018); Bradenton Academics (1998–2012)
- Indiana Blast (2004)
- Indiana Invaders (1998–2011)
- Inland Empire Panteras (1995)
- Jackson Chargers (1995–99)
- Jersey Express S.C. (2011–2017); Newark Ironbound Express (2008–10)
- Jersey Falcons (2001–04)
- Jersey Shore Boca (2003)
- Kalamazoo Kingdom (1996–2006)
- Kalamazoo Outrage (2008–10)
- Kansas City Brass (1998–2013)
- Kaw Valley FC (2018–presente)
- Kitsap Pumas (2009–2016)
- K–W United FC (2013–2017); Hamilton FC Rage (2011–2012)
- Kokomo Mantis FC (2016)
- Lafayette Swamp Cats (2004)
- Lakeland Tropics (2017–presente)
- LA Laguna FC (2016); Golden State Misioneros (2015); Los Angeles Misioneros (2011–14); Los Angeles Azul Legends (2010); Los Angeles Legends (2008–09); Los Angeles Storm (2006–07)
- Lancaster Rattlers (2007–10)
- Lansing Locomotive (1998)
- Lansing United (2018)
- Laredo Heat (2004–15)
- Las Vegas Mobsters (2014–16)
- Lexington Bluegrass Bandits (1996; 1999–2000)
- Lincoln Brigade (1997)
- Lionsbridge FC (2018–presente)
- Long Island Rough Riders (2007–presente)
- Los Angeles Heroes (2002); San Fernando Valley Heroes (1999–2001)
- Louisiana Outlaws (2000–03)
- Memphis Express (2002–05)
- Memphis City FC (2018)
- Miami Strike Force (2001); Miami Breakers (1997; 1999–2000); Miami Tango (1996)
- Miami Tango (1998–99)
- Michigan Madness (1996–97); Ann Arbor Elites (1995)
- Midland/Odessa Sockers (2014–2017); West Texas United Sockers (2009–13)
- Mississippi Brilla (2007–presente)
- Myrtle Beach Mutiny (2017–2018)
- Nashville Metros (1995–96; 2002–12)
- Nashville SC U23 (2017)
- Nevada Wonders (2003–05)
- Nevada Zephyrs (1999–2000)
- New Brunswick Brigade (2000)
- NJ-LUSO Parma (2014–presente); NJ-LUSO Rangers FC (2013); New Jersey Rangers (2008–12)
- New Jersey Stallions (2004)
- New Orleans Jesters (2009–12); New Orleans Shell Sockers (2003–08)
- New York Capital District Shockers (1999)
- New York Freedom (1999–2001)
- Next Academy Palm Beach (2018); Palm Beach Suns FC (2015–17)
- North Bay Breakers (1995)
- North Jersey Imperials (1995; 2000–01)
- Northern Arizona Prospectors (1998)
- Northern Virginia Royals (2006–2014)
- Ocala Stampede (2012–15)
- Ocean City Nor'easters (2010–presente); South Jersey Barons (2003–04), Ocean City Barons (2005–09)
- Ogden Outlaws (2006–12)
- Ogden City SC (2018–presente)
- Okanagan Predators (2001)
- Okanagan Valley Challenge (1998)
- Oklahoma City Heat (1996)
- Oklahoma City Slickers (1995)
- Oklahoma City PDL (2013)
- OKC Energy U23 (2016–2018)
- Omaha Flames (1996–98)
- Orange County Blue Star (2002–12)
- Orlando City U-23 (2012–15); Central Florida Kraze (1999–2011); Central Florida Lionhearts (1998)
- Orlando Lions (1995–96)
- Orlando Nighthawks (1999)
- Ottawa Fury (2005–13)
- Palm Beach Pumas (2000–08)
- Palmetto FC Bantams (2012–presente)
- Panama City Beach Pirates (2012–14); Panama City Pirates (2008–09)
- Peachtree City MOBA (2016–present)
- Pittsburgh Riverhounds U23 (2014–16)
- Portland Timbers U23's (2009–presente)
- Puget Sound Gunners FC (2013–15); North Sound SeaWolves (2011–12)
- Reading United (2010–present); Reading Rage (2004–09)
- Real Colorado Foxes (2009–15)
- Real Maryland F.C. (2007–12)
- Rhode Island Stingrays (2002–09)
- Richmond Kickers (1995)
- Richmond Kickers Future (2002–08)
- Rio Grande Valley Bravos (2009–10)
- Roanoke River Dawgs (1995–96)
- Rochester Thunder (2009–10)
- Rockford Raptors (1999–2000)
- Saint Louis FC U23 (2016–2017); Springfield Synergy FC (2015); Springfield Demize (2007–14)
- St. Louis Lions (2006–present)
- St. Louis Strikers (2003–04)
- St. Louis Jazzz (1994–97)
- San Diego Gauchos (2005–06)
- San Diego Top Guns (1996)
- San Diego Zest FC (2016–presente)[10]
- San Fernando Valley Heroes (1999–2002)
- San Fernando Valley Quakes (2006–08)
- San Francisco Seals (2006–08); San Francisco Bay Seals (1996); San Francisco All Blacks (1995)
- San Francisco City FC (2016–present)
- San Francisco Glens SC (2018–presente)
- San Gabriel Valley Highlanders (1997–2001)
- San Jose Frogs (2007–08)
- Santa Barbara Sharks (2002)
- Santa Cruz Breakers FC (2018–presente)
- Seacoast United Phantoms (2012–presente); New Hampshire Phantoms (2008–11)
- Seattle BigFoot (1998); Puget Sound BigFoot (1997); Puget Sound Hammers (1995–96)
- Seattle Sounders Select (1999–2002); Seattle Hibernians (1998)
- Seattle Sounders FC U-23 (2012–presente); Tacoma Tide (2007–11); Tacoma FC (2006)
- Shasta Scorchers (1995)
- Silicon Valley Ambassadors (1998–99)
- SIMA Águilas (2017–2018)
- Sioux City Breeze (1995–99)
- Sioux Falls Spitfire (2001–07)
- SoCal Surf (2017)
- Southern California Chivas (1997–98); Southern California Gunners (1996)
- Southern California Seahorses (2001–presente)
- South Florida Future (1995–98; 2000)
- Southern West Virginia King's Warriors (2012–2016)
- Southwest Florida Manatees (1997)
- Spokane Shadow (1996–2005)
- Spokane Spiders (2007–10)
- Springfield Storm (2005)
- SW Florida Adrenaline (2013–2016)
- Tampa Bay Hawks (2000–02)
- Tampa Bay Rowdies U23 (2017, 2020–presente)
- Team St. Louis (1999)
- The Villages SC (2016–present)
- Thunder Bay Chill (2000–present)
- Tobacco Road FC (2017–present)
- Toledo Slayers (2003–05)
- Tormenta FC (2016–18) (Foi para USL League One)
- Tormenta FC 2 (2019–presente)
- Toronto Lynx (2007–14)
- Treasure Coast Tritons (2019–presente); North County United (2018); South Florida Surf (2016–17)
- Tri-Cities FC (2016–presente)
- TSS FC Rovers (2017-presente) [11]
- Tucson Amigos (1995–97; 1999)
- Twin Cities Phoenix (2001); Twin Cities Tornado (1997–2000)
- Ventura County Fusion (2007–presente)
- Vancouver Whitecaps FC U-23 (2008–14)
- Vermont Voltage (1999–08, 2010–14)
- Victoria Highlanders (2009–14; 2016–presente)
- Victoria Umbro Select (1998)
- Virginia Legacy (2007–09); Williamsburg Legacy (2001–06)
- Virginia Beach Piranhas (2011–13); Hampton Roads Piranhas (2007–10); Virginia Beach Submariners (2006)
- VSI Tampa Bay FC (PDL) (2013); VSI Tampa Flames (2012)
- Washington Crossfire (2010–16); Seattle Wolves (2009)
- Washington Mustangs (1995)
- West Chester United SC (2020–presente)
- West Dallas Kings (2001)
- West Florida Fury (1996–97)
- Western Mass Pioneers (2010–presente)
- West Michigan Edge (2000–08); Western Michigan Explosion (1999); Grand Rapids Explosion (1995–98)
- West Virginia Chaos (2003–present)
- Westchester Flames (1999–2001; 2005–presente)
- Weston FC (2017–present)
- Wichita Blue (1996–97; 1999); Wichita Blue Angels (1995)
- Wichita Jets (2001)
- Willamette Valley Firebirds (1996; 1999–2000)
- Wilmington Hammerheads (2017)
- Wisconsin Rebels (1999–2000; 2002–04); Fox River Rebels (1998)
- Worcester Hydra (2012)
- Worcester Kings (2002–03)
- WSA Winnipeg (2011–presente)
- Yakima Reds (1997–2010)